# 強羅公園

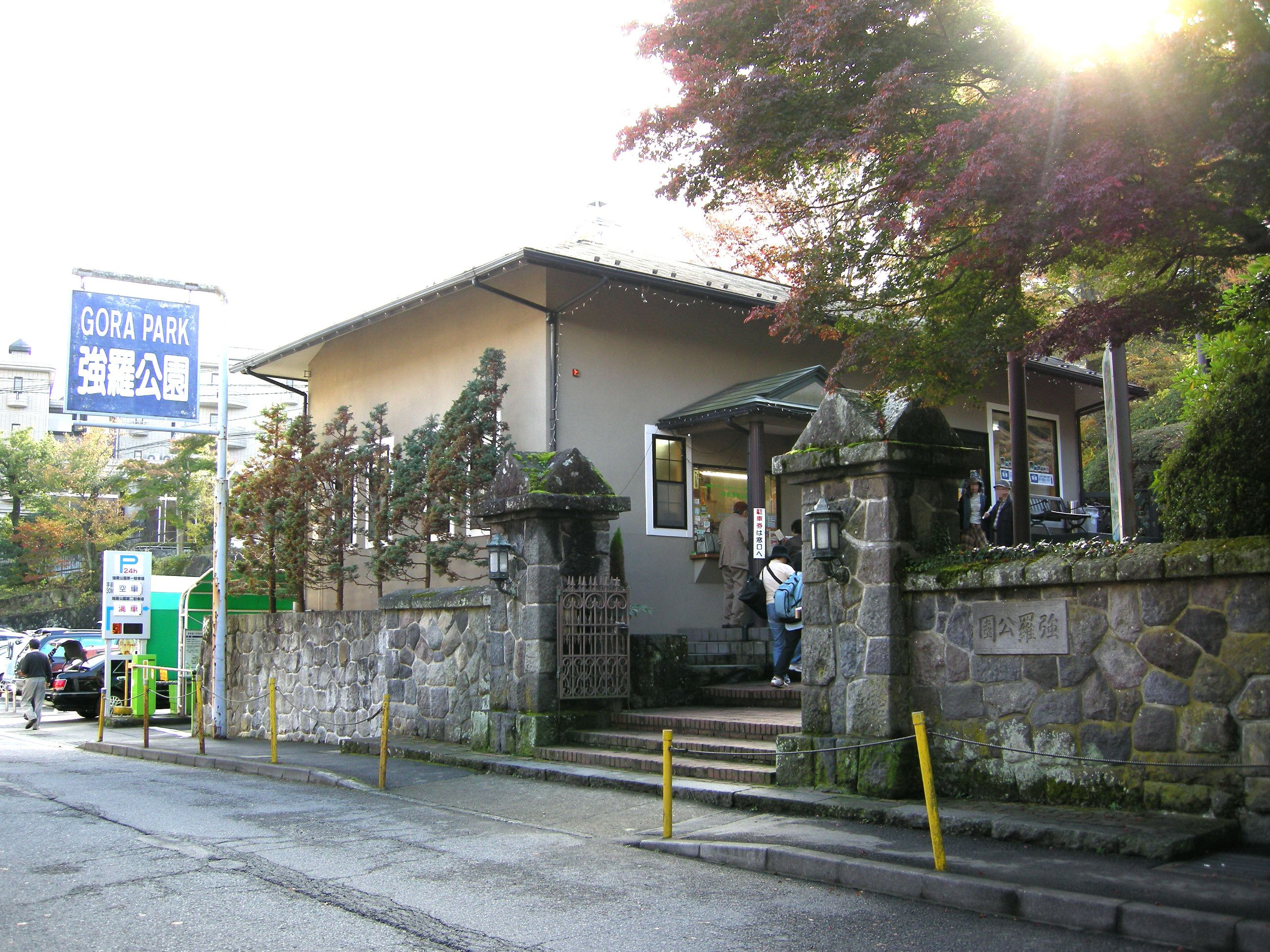
強羅公園正門

強羅公園（ごうらこうえん）は、神奈川県足柄下郡箱根町強羅にある、小田急箱根が運営する公園である。国の登録記念物。

## 沿革
明治時代以降、首都圏南部の別荘地・避暑地として開発されていた箱根・強羅地区に、主に華族など上流階級の親睦･保養施設として、1914年（大正3年）に開園された。当初は洋風庭園に隣接して和風庭園が設けられていたが、和風庭園はその後第二次世界大戦中に世界救世教に譲渡され、現在は箱根美術館の庭園として残されている。戦後の1957年に有料公園として一般開放され、植物園・体験型工芸施設などが整備された。なお、公園側では日本初のフランス式整型庭園と銘打っているが、フランス式庭園の形式で造成されているわけではない。

## 主な施設等
- フランス式整型庭園
- 植物園

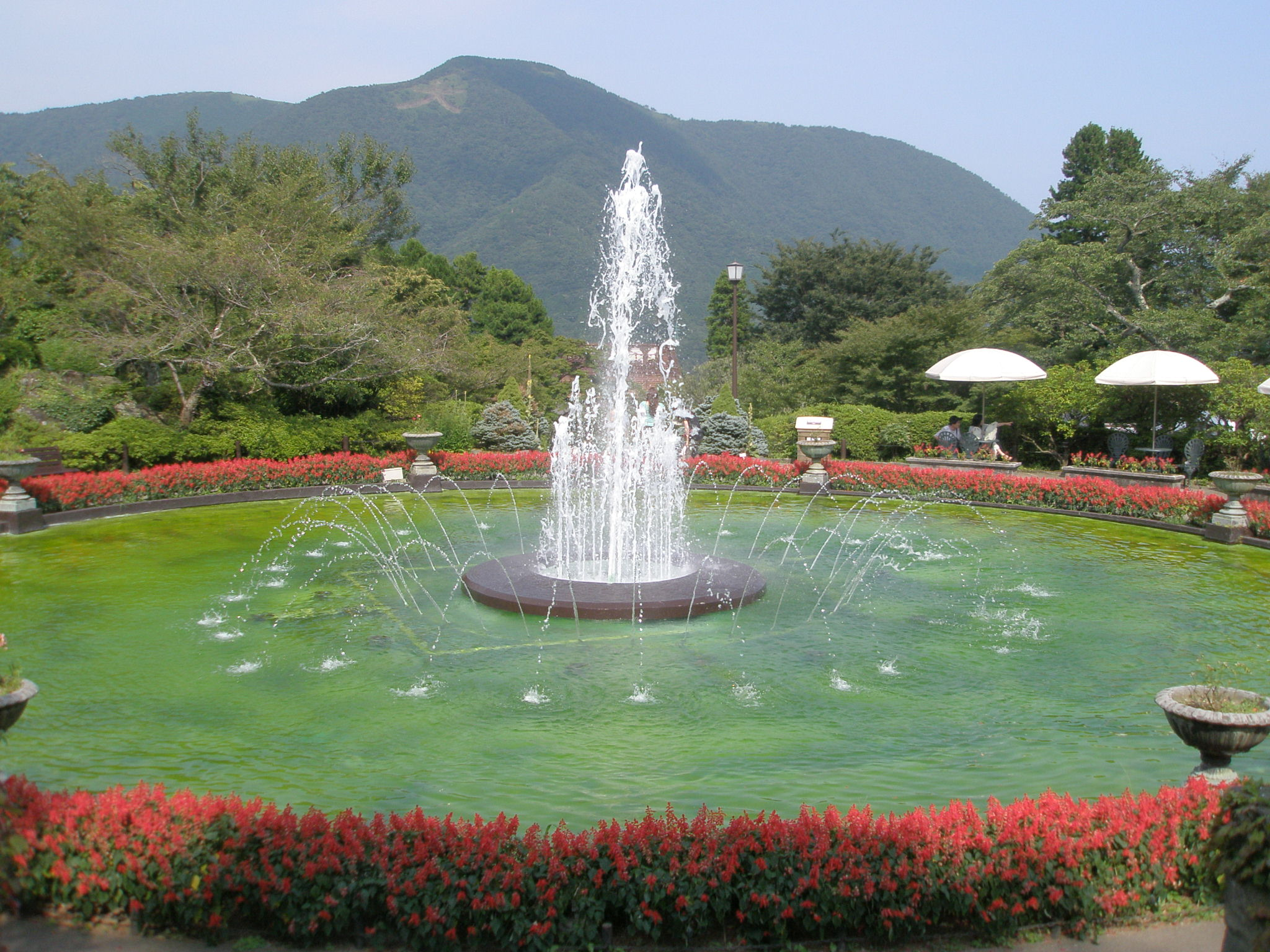
噴水（2009年8月18日）

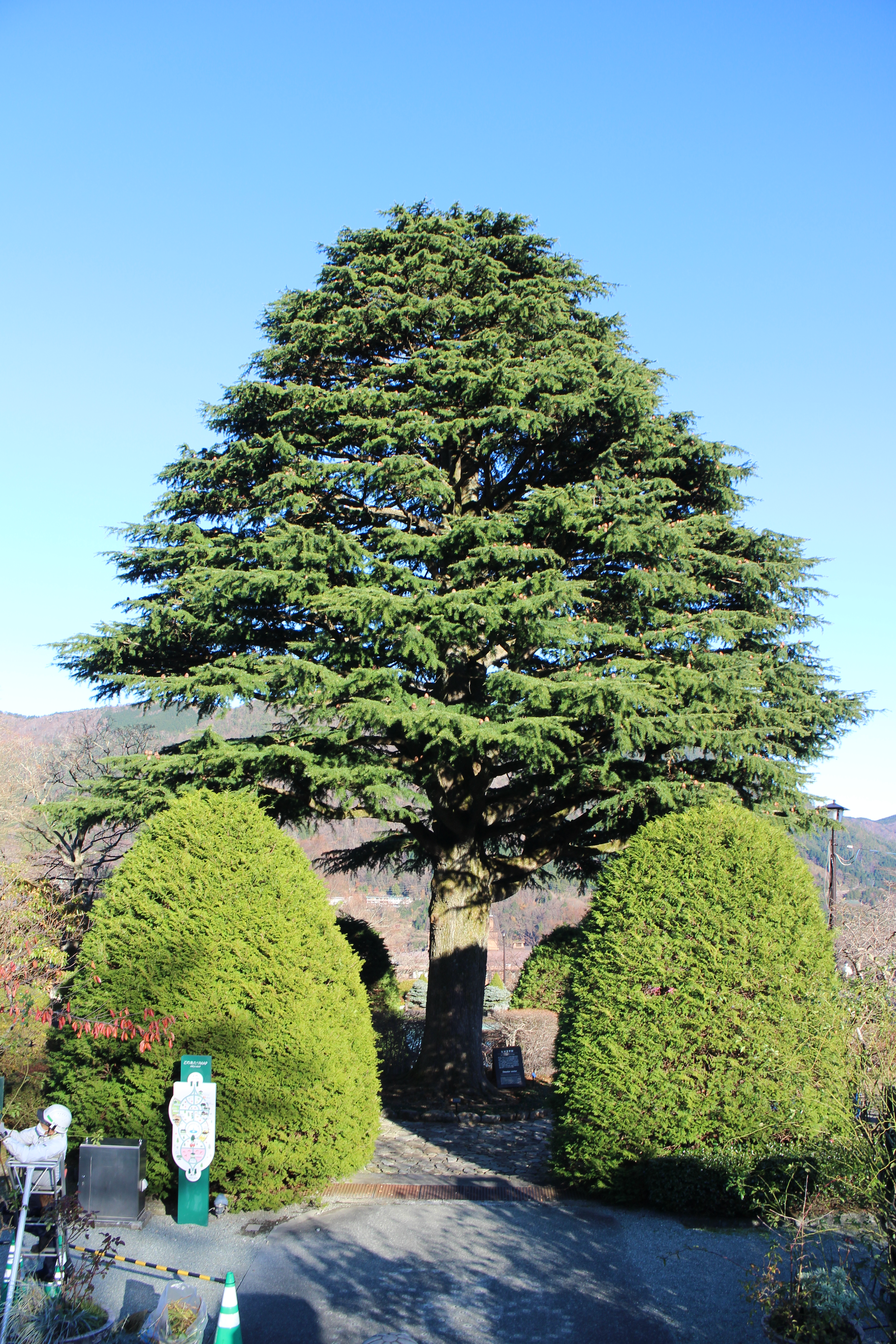
ヒマラヤ杉（2021年12月2日）

  - 温室 「熱帯植物館」・「熱帯ハーブ館」・「ブーゲンビレア館」
  - バラ園 「ローズガーデン」
  - 牡丹園
  - アジサイ園
  - 高山植物園 ・山野草園
- 茶室 「白雲洞茶苑」 ・茶葉栽培施設 「茶花園」
- 体験工芸館 「箱根クラフトハウス」
- 軽食喫茶「Cafe Pic」・「一色堂茶廊」
- 売店

## 登録有形文化財・登録記念物
2001年11月には、「白雲洞茶苑」にある「白雲洞」が田舎家の席の先駆的な作例として、国の登録有形文化財（建造物）に登録された。また、2013年8月には、強羅公園が「明確な軸線に基づく意匠・構成及び強羅の地質を生かして多数の巨岩を用いる点は独特であり、造園文化の発展に寄与した意義深い事例である」として、国の登録記念物に登録された。

## 所在地
- 神奈川県足柄下郡箱根町強羅1300

## 開園時間
- 9:00 - 17:00（入園は16:30まで、年中無休、夏季は時間延長）

## 入園料
大人550円・小学生以下無料
小田急電鉄系が販売する回遊券「箱根フリーパス」を利用して無料入場することができる。

## アクセス
- 箱根登山電車 「強羅駅」より徒歩5分
- 箱根登山ケーブルカー「公園下駅」（正門側）・「公園上駅」（西門側）より徒歩1分
- 箱根登山バス「箱根美術館・強羅公園」停留所より徒歩

## アニメ・マンガの舞台
- 温泉幼精ハコネちゃん - アニメ版第10話